# FLEE フリー
『FLEE フリー』（原題・デンマーク語: Flugt）は、ヨナス・ポヘール・ラスムセン監督による2021年のデンマークのアニメーション・ドキュメンタリー、ドキュメンタリードラマ映画である。アミン・ナワビという仮名で呼ばれる男性が祖国のアフガニスタンから脱出した知られざる過去を初めて語る様子が描かれる。俳優のリズ・アーメッドとニコライ・コスター＝ワルドーが製作総指揮を務めている。
ワールド・プレミアは2021年1月28日にサンダンス映画祭2021で行われた。アメリカ合衆国ではネオンとパーティシパントの配給により2021年12月3日に劇場公開された。
『FLEE フリー』は映画祭や批評家から満場一致の高評価を受けており、アニメーション、ストーリー、テーマの内容、題材、LGBT表現などが賞賛された。映画にはアミンが逃亡した当時のアフガニスタンの出来事の記録映像も取り入れられている。様々な批評家がその年の最高の映画の1つとして位置づけており、特にアニメーションとドキュメンタリー部門の賞を多く獲得している。
第94回アカデミー賞国際長編映画賞にデンマーク代表作として出品され、ノミネートされた。更に史上初めて国際長編映画賞、長編ドキュメンタリー映画賞、長編アニメ映画賞の3部門同時ノミネートを果たした。

## あらすじ
デンマークに亡命したアミン・ナワビは、知り合いの映画監督に自らの生い立ちを少しずつ話して聞かせることになった。それは以下のような内容だった。
1980年代後半、アフガニスタンの少年・アミン・ナワビは、母・兄・姉とカーブルに住んでいた。軍に勤めていた父は、消息不明となり、長兄はすでに亡命してスウェーデンにいた。アミンは西欧の音楽や映画に親しむ一方、男性の映画スターなどに憧れを持っていた。だが、一家の平和な日々はアフガニスタン紛争に伴うムジャーヒディーンの侵攻によって終わりを告げる。一家は観光ビザでロシアに逃れ、長兄の住むスウェーデンへの出国を狙った。観光ビザしか持たない彼らは正規のルートでは出国できず、闇の出国エージェントの助けを借りる必要があった。エージェントに払う費用は高額で、長兄からの仕送りでもなかなか満たせなかった。ビザが切れると家族は外出も容易ではなくなり、外に出て難民と判明すると警察は容赦なく捕縛・暴行した。それも金を渡せば見逃す腐敗ぶりだった。ようやく出国費用が貯まって家族はエージェントに従い、出国ツアーに参加する。小船で北海を渡る計画は中途で発見されて頓挫し、難民は全員ロシアの収容施設に送還された。次は、もっと成功率の高いエージェントを使うことになり、より高い費用が必要だった。ようやく一人分の出国費用が工面され、アミンはエージェントにより偽造パスポートを使って出国する。だが、エージェントの手配した行き先は長兄の住むスウェーデンではなく、デンマークだった。デンマークでは難民として暖かく迎え入れられる。しかし、アミンはエージェントとの約束により、真実の生い立ちを語ることを禁じられ、ずっと虚偽の経歴を話す苦悩を抱えていた。亡命してから何年も経って、やっとアミンはスウェーデンを訪問して長兄の一家と対面する。すでに成長していたアミンは長兄とその家族から、女性に対する興味や結婚について問われ複雑な思いをする。そんなアミンを、ある夜長兄は「ある場所に連れて行く」と言って誘い出した。そこは同性愛者の集まる盛り場だった。長兄はアミンに、ずっとわかっていたと述べ、アミンは長兄に感謝した。
こうして心に抱えていた過去を打ち明けたアミンには今ひとつ不安が残っていた。学術の世界に進み、アメリカ合衆国にも頻繁に行き来するアミンに対して、今のパートナー男性は家庭を持ちたいという希望を打ち明けていた。パートナーと新居を見に行ったアミンはその環境に満足し、そこに二人で住むことを決意するのだった。

## キャスト
- 本人役 - アミン・ナワビ
  - 幼少期のアミン - ダニエル・カリミヤル
  - 10代のアミン - ファルディン・ミジュザデ
- サイフ - ベラル・ファイズ
  - 幼少期のサイフ - ミラド・エスカンダリ
- ファヒマ - ザーラ・メールワルツ
  - 10代のファヒマ - イーラハ・ファイズ
- サビア - サディア・ファイズ

## 製作
2021年1月、リズ・アーメッドとニコライ・コスター＝ワルドーが製作総指揮を務め、英語版でナレーションを担当することが発表された。

### アニメーション
映画の中核をなすアニメーションチームはデンマークにいる約10人のアニメーターとクリーンアップアーティスト、そしてフランスのカラーリングアーティストで構成された。各場面はキャラクターの演技や意図を確認するためにアニメーションのラフパスを通した。ポーハー・ラスムセンが承認するとアニメーターはキャラクターのルックアップのために絵を引き締める。クリナップチームはブラシワークが正確かどうかをチェックし、グラフィックノベル、墨絵、スケッチ、線描画のような成熟なものを目指し、そして最終的なカラーリングチームに送られてキャラクターに装飾が施される。スタッフのケネス・ラデケアは「かなり大がかりな機構だった」と述べた。

## 公開
『FLEE フリー』のワールド・プレミアは2021年1月28日にサンダンス映画祭で行われた。公開直後にネオンとパーティシパントがアメリカ合衆国、カーゾン・アーティフィシャル・アイがイギリス、オー・エ・クールがフランスでの配給権をそれぞれ獲得した。もともとこの映画のワールド・プレミアは2020年5月に第73回カンヌ国際映画祭で行われる予定であったが、COVID-19の流行により中止された。他に2021年9月の第46回トロント国際映画祭と第59回ニューヨーク映画祭でも上映された。
2021年12月3日にネオンとパーティシパントの配給によりニューヨークとロサンゼルスの一部劇場で公開された後、2022年1月21日にアメリカ全国に拡大された。2022年2月8日にはHuluでの配信が開始された。

## 評価

### 興行収入
公開初週末に4劇場で2万4794ドル、1劇場あたり6198ドルを売り上げた。

### 批評家の反応
サンダンスの審査員であるキム・ロンジノットは映画祭授賞式の際にこの映画を「インスタント・クラシック」と呼んで賞賛した。レビュー収集サイトのRotten Tomatoesでは172件の批評に基づいて支持率は98%、平均点は8.50/10となり、「鮮やかなアニメーションを通して難民の経験を描いた『FLEE フリー』はドキュメンタリー映画製作の境界を押し広げ、自己発見の感動的な回想録を提示する」とまとめられた。Metacriticでは33件の批評に基づいて加重平均値は91/100と示された。また同サイトでは2021年最も批評された映画6位であり、アニメーション映画としては同年最も批評された。
UKフィルム・レビューは5ツ星の評価を与えた。
Metacriticによると『FLEE フリー』は2021年で33人を超える映画批評家のトップ10リストに登場しており、『ミッチェル家とマシンの反乱』と並んで同年最もリストに登場したアニメ映画となった。この映画は2つのリストで1位を獲得した。
『パラサイト 半地下の家族』の監督のポン・ジュノは『FLEE フリー』を2021年の好きな映画の1つとして挙げ、「今年見た映画の中で最も感動した作品」であるとしてこの映画に捧げる手紙を書いた。
BBCは2021年のベスト20作の1つに挙げた。インディワイアが187人の批評家やジャーナリストを対象に行った投票で『FLEE フリー』は2021年のベスト7位に位置づけられた。

### 受賞とノミネート
サンダンスではワールド・シネマ・ドキュメンタリー部門で審査員大賞を受賞した。アヌシー国際アニメーション映画祭では長編映画賞を受賞した。
第46回トロント国際映画祭ではドキュメンタリー部門観客賞で第2位となった。クリティクス・チョイス・ドキュメンタリー・アワードでは長編作品賞と監督賞にノミネートされた。
ナショナル・ボード・オブ・レビュー賞では表現の自由賞を受賞した。
| 映画祭・賞                                         | 授賞式         | 部門                                                 | 候補 | 結果                                  | 参照          |
| -------------------------------------------------- | -------------- | ---------------------------------------------------- | --- | ------------------------------------- | ------------- |
| サンダンス映画祭                                   | 2021年2月3日   | ワールド・シネマ・ドキュメンタリー・コンペティション | 『FLEE フリー』 | 受賞                                  | [ 38 ]        |
| アヌシー国際アニメーション映画祭                   | 2021年6月19日  | 長編作品賞                                           | 『FLEE フリー』 | 受賞                                  | [ 39 ]        |
| アヌシー国際アニメーション映画祭                   | 2021年6月19日  | ガン・ファンデーション賞                             | 『FLEE フリー』 | 受賞                                  | [ 39 ]        |
| アヌシー国際アニメーション映画祭                   | 2021年6月19日  | 長編作品作曲賞                                       | ウノ・ヘルマルソン                                                                                                   | 受賞                                  | [ 39 ]        |
| トロント国際映画祭                                 | 2021年9月18日  | ドキュメンタリー部門観客賞                           | 『FLEE フリー』 | 次点                                  | [ 35 ]        |
| CLIT国際映画祭                                     | 2021年10月17日 | 長編作品賞 (Ativa-te!部門)                           | 『FLEE フリー』 | 受賞                                  | [ 40 ]        |
| アウト・オン・フィルム                             | 2021年10月22日 | 観客賞 (国際映画)                                    | 『FLEE フリー』 | 受賞                                  | [ 41 ]        |
| モントクレア映画祭                                 | 2021年11月2日  | 観客賞 (世界映画)                                    | 『FLEE フリー』 | 受賞                                  | [ 42 ]        |
| モントクレア映画祭                                 | 2021年11月2日  | ブルース・シノフスキー長編ドキュメンタリー賞         | ヨナス・ポヘール・ラスムセン                                                                                         | 受賞                                  | [ 42 ]        |
| ニューポート・ビーチ映画祭                         | 2021年11月3日  | 観客賞 (長編アニメ映画)                              | 『FLEE フリー』 | 受賞                                  | [ 43 ]        |
| クリティクス・チョイス・ドキュメンタリー・アワード | 2021年11月14日 | 長編ドキュメンタリー賞                               | 『FLEE フリー』 | ノミネート                            | [ 36 ]        |
| クリティクス・チョイス・ドキュメンタリー・アワード | 2021年11月14日 | 監督賞                                               | ヨナス・ポヘール・ラスムセン                                                                                         | ノミネート                            | [ 36 ]        |
| マンチェスター・アニメーション・フェスティバル     | 2021年11月25日 | 長編映画賞                                           | 『FLEE フリー』 | 受賞                                  | [ 44 ]        |
| ゴッサム・インディペンデント映画賞                 | 2021年11月29日 | ドキュメンタリー作品賞                               | 『FLEE フリー』 | 受賞                                  | [ 45 ]        |
| ナショナル・ボード・オブ・レビュー                 | 2021年12月3日  | トップ・ドキュメンタリー                             | 『FLEE フリー』 | 受賞                                  | [ 37 ]        |
| ナショナル・ボード・オブ・レビュー                 | 2021年12月3日  | NBR表現の自由賞                                      | 『FLEE フリー』 | 受賞                                  | [ 37 ]        |
| ニューヨーク映画批評家協会                         | 2021年12月3日  | ノンフィクション映画賞                               | 『FLEE フリー』 | 受賞                                  | [ 46 ]        |
| デトロイト映画批評家協会                           | 2021年12月6日  | ドキュメンタリー賞                                   | 『FLEE フリー』 | 受賞 (『サマー・オブ・ソウル』とタイ) | [ 47 ]        |
| デトロイト映画批評家協会                           | 2021年12月6日  | 長編アニメ賞                                         | 『FLEE フリー』 | ノミネート                            | [ 47 ]        |
| 英国インディペンデント映画賞                       | 2021年12月5日  | 国際インディペンデント映画賞                         | ヨナス・ポヘール・ラスムセン、アミン・ナワビ、モニカ・ヘルストレム、シーネ・ビュレ・ソーレンセン                     | 受賞                                  | [ 48 ]        |
| ワシントンD.C.映画批評家協会                       | 2021年12月6日  | 長編アニメ賞                                         | 『FLEE フリー』 | ノミネート                            | [ 49 ]        |
| ワシントンD.C.映画批評家協会                       | 2021年12月6日  | ドキュメンタリー賞                                   | 『FLEE フリー』 | ノミネート                            | [ 49 ]        |
| ヨーロッパ映画賞                                   | 2021年12月11日 | ドキュメンタリー映画賞                               | 『FLEE フリー』 | 受賞                                  | [ 50 ]        |
| ヨーロッパ映画賞                                   | 2021年12月11日 | 長編アニメ賞                                         | 『FLEE フリー』 | 受賞                                  | [ 50 ]        |
| ニューヨーク映画批評家オンライン                   | 2021年12月12日 | ドキュメンタリー賞                                   | 『FLEE フリー』 | 受賞                                  | [ 51 ]        |
| ボストン映画批評家協会                             | 2021年12月12日 | アニメ映画賞                                         | 『FLEE フリー』 | 受賞                                  | [ 52 ] [ 53 ] |
| シカゴ映画批評家協会                               | 2021年12月15日 | アニメ映画賞                                         | 『FLEE フリー』 | 受賞                                  | [ 54 ]        |
| シカゴ映画批評家協会                               | 2021年12月15日 | ドキュメンタリー映画賞                               | 『FLEE フリー』 | ノミネート                            | [ 54 ]        |
| ロサンゼルス映画批評家協会賞                       | 2021年12月18日 | アニメ映画賞                                         | 『FLEE フリー』 | 受賞                                  | [ 55 ]        |
| ユタ映画批評家協会                                 | 2021年12月18日 | アニメ映画賞                                         | 『FLEE フリー』 | 受賞                                  | [ 56 ]        |
| ユタ映画批評家協会                                 | 2021年12月18日 | 非英語作品賞                                         | 『FLEE フリー』 | 受賞                                  | [ 56 ]        |
| ユタ映画批評家協会                                 | 2021年12月18日 | ドキュメンタリー賞                                   | 『FLEE フリー』 | 次点                                  | [ 56 ]        |
| セントルイス映画批評家協会                         | 2021年12月19日 | アニメ映画賞                                         | 『FLEE フリー』 | ノミネート                            | [ 57 ]        |
| セントルイス映画批評家協会                         | 2021年12月19日 | ドキュメンタリー賞                                   | 『FLEE フリー』 | 受賞                                  | [ 57 ]        |
| セントルイス映画批評家協会                         | 2021年12月19日 | 外国語映画賞                                         | 『FLEE フリー』 | ノミネート                            | [ 57 ]        |
| インディアナ映画ジャーナリスト協会                 | 2021年12月20日 | アニメ映画賞                                         | 『FLEE フリー』 | 受賞                                  | [ 58 ]        |
| ダラス・フォートワース映画批評家協会               | 2021年12月20日 | 外国語映画賞                                         | 『FLEE フリー』 | 次点                                  | [ 59 ]        |
| ダラス・フォートワース映画批評家協会               | 2021年12月20日 | ドキュメンタリー映画賞                               | 『FLEE フリー』 | 次点                                  | [ 59 ]        |
| ダラス・フォートワース映画批評家協会               | 2021年12月20日 | ラッセル・スミス賞                                   | 『FLEE フリー』 | 受賞                                  | [ 59 ]        |
| フロリダ映画批評家協会                             | 2021年12月22日 | ドキュメンタリー映画賞                               | 『FLEE フリー』 | ノミネート                            | [ 60 ]        |
| フロリダ映画批評家協会                             | 2021年12月22日 | アニメ映画賞                                         | 『FLEE フリー』 | 次点                                  | [ 60 ]        |
| 全米映画批評家協会                                 | 2022年1月8日   | ノンフィクション映画賞                               | 『FLEE フリー』 | 受賞                                  | [ 61 ]        |
| ゴールデングローブ賞                               | 2022年1月9日   | アニメ映画賞                                         | 『FLEE フリー』 | ノミネート                            | [ 62 ]        |
| サンディエゴ映画批評家協会                         | 2021年1月10日  | アニメ映画賞                                         | 『FLEE フリー』 | 次点                                  | [ 63 ]        |
| サンディエゴ映画批評家協会                         | 2021年1月10日  | ドキュメンタリー賞                                   | 『FLEE フリー』 | 次点                                  | [ 63 ]        |
| サンフランシスコ・ベイエリア映画批評家協会         | 2022年1月10日  | ドキュメンタリー作品賞                               | 『FLEE フリー』 | ノミネート                            | [ 64 ]        |
| サンフランシスコ・ベイエリア映画批評家協会         | 2022年1月10日  | 長編アニメ賞                                         | 『FLEE フリー』 | ノミネート                            | [ 64 ]        |
| サンフランシスコ・ベイエリア映画批評家協会         | 2022年1月10日  | 外国語映画賞                                         | 『FLEE フリー』 | ノミネート                            | [ 64 ]        |
| オースティン映画批評家協会                         | 2022年1月11日  | アニメ映画賞                                         | 『FLEE フリー』 | ノミネート                            | [ 65 ]        |
| オースティン映画批評家協会                         | 2022年1月11日  | ドキュメンタリー賞                                   | 『FLEE フリー』 | ノミネート                            | [ 65 ]        |
| ジョージア映画批評家協会                           | 2022年1月14日  | 作品賞                                               | 『FLEE フリー』 | ノミネート                            | [ 66 ]        |
| ジョージア映画批評家協会                           | 2022年1月14日  | アニメ映画賞                                         | 『FLEE フリー』 | ノミネート                            | [ 66 ]        |
| ジョージア映画批評家協会                           | 2022年1月14日  | ドキュメンタリー映画賞                               | 『FLEE フリー』 | ノミネート                            | [ 66 ]        |
| ジョージア映画批評家協会                           | 2022年1月14日  | 外国語映画賞                                         | 『FLEE フリー』 | ノミネート                            | [ 66 ]        |
| トロント映画批評家協会                             | 2022年1月16日  | アニメ映画賞                                         | 『FLEE フリー』 | 受賞                                  | [ 67 ]        |
| トロント映画批評家協会                             | 2022年1月16日  | ドキュメンタリー映画賞                               | 『FLEE フリー』 | 次点                                  | [ 67 ]        |
| ノースダコタ映画協会                               | 2022年1月17日  | 作品賞                                               | 『FLEE フリー』 | ノミネート                            | [ 68 ]        |
| ノースダコタ映画協会                               | 2022年1月17日  | 長編アニメ賞                                         | 『FLEE フリー』 | ノミネート                            | [ 68 ]        |
| ノースダコタ映画協会                               | 2022年1月17日  | ドキュメンタリー作品賞                               | 『FLEE フリー』 | 受賞                                  | [ 68 ]        |
| ノースダコタ映画協会                               | 2022年1月17日  | 国際作品賞                                           | 『FLEE フリー』 | 受賞                                  | [ 68 ]        |
| デンバー映画批評家協会                             | 2022年1月17日  | アニメ映画賞                                         | 『FLEE フリー』 | 受賞                                  | [ 69 ]        |
| デンバー映画批評家協会                             | 2022年1月17日  | 非英語作品賞                                         | 『FLEE フリー』 | ノミネート                            | [ 69 ]        |
| デンバー映画批評家協会                             | 2022年1月17日  | ドキュメンタリー賞                                   | 『FLEE フリー』 | ノミネート                            | [ 69 ]        |
| シアトル映画批評家協会                             | 2022年1月17日  | アニメ映画賞                                         | 『FLEE フリー』 | 受賞                                  | [ 70 ]        |
| シアトル映画批評家協会                             | 2022年1月17日  | 非英語作品賞                                         | 『FLEE フリー』 | ノミネート                            | [ 70 ]        |
| シアトル映画批評家協会                             | 2022年1月17日  | ドキュメンタリー賞                                   | 『FLEE フリー』 | ノミネート                            | [ 70 ]        |
| ヒューストン映画批評家協会                         | 2022年1月19日  | 長編アニメ賞                                         | 『FLEE フリー』 | ノミネート                            | [ 71 ]        |
| ヒューストン映画批評家協会                         | 2022年1月19日  | ドキュメンタリー作品賞                               | 『FLEE フリー』 | ノミネート                            | [ 71 ]        |
| ヒューストン映画批評家協会                         | 2022年1月19日  | 外国語映画賞                                         | 『FLEE フリー』 | ノミネート                            | [ 71 ]        |
| オンライン映画批評家協会                           | 2022年1月24日  | ドキュメンタリー賞                                   | 『FLEE フリー』 | ノミネート                            | [ 72 ]        |
| オンライン映画批評家協会                           | 2022年1月24日  | アニメ映画賞                                         | 『FLEE フリー』 | ノミネート                            | [ 72 ]        |
| オンライン映画批評家協会                           | 2022年1月24日  | 非英語作品賞                                         | 『FLEE フリー』 | ノミネート                            | [ 72 ]        |
| 女性映画ジャーナリスト同盟                         | 2022年1月      | ドキュメンタリー賞                                   | 『FLEE フリー』 | 受賞                                  | [ 73 ]        |
| 女性映画ジャーナリスト同盟                         | 2022年1月      | アニメ映画賞                                         | 『FLEE フリー』 | ノミネート                            | [ 73 ]        |
| 女性映画ジャーナリスト同盟                         | 2022年1月      | 非英語映画賞                                         | 『FLEE フリー』 | ノミネート                            | [ 73 ]        |
| ロンドン映画批評家協会                             | 2022年2月6日   | ドキュメンタリー賞                                   | 『FLEE フリー』 | ノミネート                            | [ 74 ]        |
| ロンドン映画批評家協会                             | 2022年2月6日   | 技術貢献賞                                           | ケネス・ラデケア (アニメーション)                                                                                    | ノミネート                            | [ 74 ]        |
| シネマ・アイ・オナーズ                             | 2022年3月1日   | ノンフィクション作品賞                               | ヨナス・ポヘール・ラスムセン、モニカ・ヘルストレム、シーネ・ビュレ・ソーレンセン                                     | 受賞                                  | [ 75 ]        |
| シネマ・アイ・オナーズ                             | 2022年3月1日   | 観客賞                                               | ヨナス・ポヘール・ラスムセン                                                                                         | ノミネート                            | [ 75 ]        |
| シネマ・アイ・オナーズ                             | 2022年3月1日   | 監督賞                                               | ヨナス・ポヘール・ラスムセン                                                                                         | ノミネート                            | [ 75 ]        |
| シネマ・アイ・オナーズ                             | 2022年3月1日   | 製作賞                                               | モニカ・ヘルストレム、シーネ・ビュレ・ソーレンセン                                                                   | ノミネート                            | [ 75 ]        |
| シネマ・アイ・オナーズ                             | 2022年3月1日   | 作曲賞                                               | ウノ・ヘルマルソン                                                                                                   | ノミネート                            | [ 75 ]        |
| シネマ・アイ・オナーズ                             | 2022年3月1日   | 音響デザイン賞                                       | エドワード・ビョルナー、トルモド・リングネス                                                                         | ノミネート                            | [ 75 ]        |
| シネマ・アイ・オナーズ                             | 2022年3月1日   | グラフィックデザイン/アニメーション賞                | ケネス・ラデケア | 受賞                                  | [ 75 ]        |
| シネマ・アイ・オナーズ                             | 2022年3月1日   | アンフォアゲッタブル賞                               | アミン | 受賞                                  | [ 75 ]        |
| アメリカ映画編集者協会                             | 2022年3月5日   | 劇場ドキュメンタリー賞                               | ヤヌス・ビレスコフ＝ヤンセン                                                                                         | 未決定                                | [ 76 ]        |
| インディペンデント・スピリット賞                   | 2022年3月6日   | ドキュメンタリー作品賞                               | 『FLEE フリー』 | 未決定                                | [ 77 ]        |
| アニー賞                                           | 2022年3月12日  | 長編インディペンデント作品賞                         | 『FLEE フリー』 | 未決定                                | [ 78 ]        |
| アニー賞                                           | 2022年3月12日  | アニメ映画監督賞                                     | ヨナス・ポヘール・ラスムセン、ケネス・ラデケア                                                                       | 未決定                                | [ 78 ]        |
| アニー賞                                           | 2022年3月12日  | アニメ映画編集賞                                     | ヤヌス・ビレスコフ＝ヤンセン                                                                                         | 未決定                                | [ 78 ]        |
| アニー賞                                           | 2022年3月12日  | アニメ映画脚本賞                                     | ヨナス・ポヘール・ラスムセン、アミン・ナワビ                                                                         | 未決定                                | [ 78 ]        |
| 英国アカデミー賞                                   | 2022年3月13日  | アニメ映画賞                                         | 『FLEE フリー』 | 未決定                                | [ 79 ]        |
| 英国アカデミー賞                                   | 2022年3月13日  | ドキュメンタリー賞                                   | 『FLEE フリー』 | 未決定                                | [ 79 ]        |
| クリティクス・チョイス・アワード                   | 2022年3月13日  | アニメ映画賞                                         | 『FLEE フリー』 | 未決定                                | [ 80 ]        |
| クリティクス・チョイス・アワード                   | 2022年3月13日  | 外国語映画賞                                         | 『FLEE フリー』 | 未決定                                | [ 80 ]        |
| ゴールデン・リール賞                               | 2022年3月13日  | ドキュメンタリー映画音響編集賞                       | エドワード・ビョルナー、イェンス・ヨハンソン、フレデリック・ヨンセーテル、ルネ・ヴァン・ドゥールス、ベングト・オベリ | 未決定                                | [ 81 ]        |
| サテライト賞                                       | 2022年3月18日  | アニメーション・ミックスメディア映画賞               | 『FLEE フリー』 | 未決定                                | [ 82 ]        |
| サテライト賞                                       | 2022年3月18日  | ドキュメンタリー映画賞                               | 『FLEE フリー』 | 未決定                                | [ 82 ]        |
| サテライト賞                                       | 2022年3月18日  | 外国語映画賞                                         | 『FLEE フリー』 | 未決定                                | [ 82 ]        |
| 全米製作者組合賞                                   | 2022年3月19日  | ドキュメンタリー映画賞                               | 『FLEE フリー』 | 未決定                                | [ 83 ]        |
| アカデミー賞                                       | 2022年3月27日  | 長編アニメ映画賞                                     | ヨナス・ポヘール・ラスムセン、モニカ・ヘルストレム、シーネ・ビュレ・ソーレンセン、シャルロット・ドゥ・ラ・グルネリ   | 未決定                                | [ 84 ]        |
| アカデミー賞                                       | 2022年3月27日  | 長編ドキュメンタリー映画賞                           | ヨナス・ポヘール・ラスムセン、モニカ・ヘルストレム、シーネ・ビュレ・ソーレンセン、シャルロット・ドゥ・ラ・グルネリ   | 未決定                                | [ 84 ]        |
| アカデミー賞                                       | 2022年3月27日  | 国際長編映画賞                                       | デンマーク | 未決定                                | [ 84 ]        |
| GLAADメディア賞                                    | 2022年4月2日   | ドキュメンタリー賞                                   | 『FLEE フリー』 | 未決定                                | [ 85 ]        |